# Vertol 44
Vertol 44, tidigare Piasecki H-21, är en medeltung transporthelikopter med tandemrotor som utvecklades och tillverkades mellan 1949 och 1967 av den amerikanska helikoptertillverkaren Piasecki Helicopter. 1956 bytte Piasecki Helicopter namn till Vertol (från 'Vertical takeoff and landing') och 1960 köpte Boeing upp företaget. Helikoptern konstruerades för att vara en räddninghelikopter under arktiska förhållanden och var väl anpassad till kallt klimat.

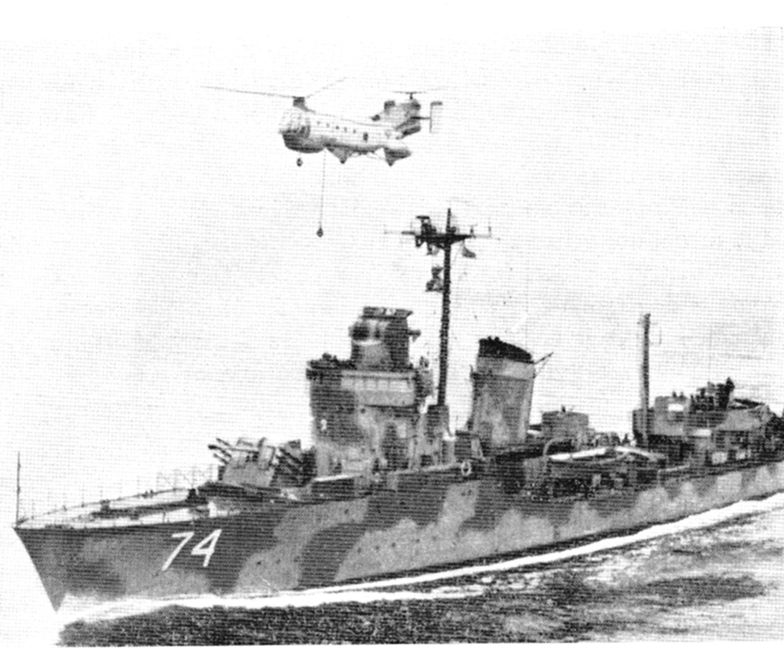
Hkp 1 i Ubåtsjaktversion med dopphydrofon,tillsammans med fregatten Magne.

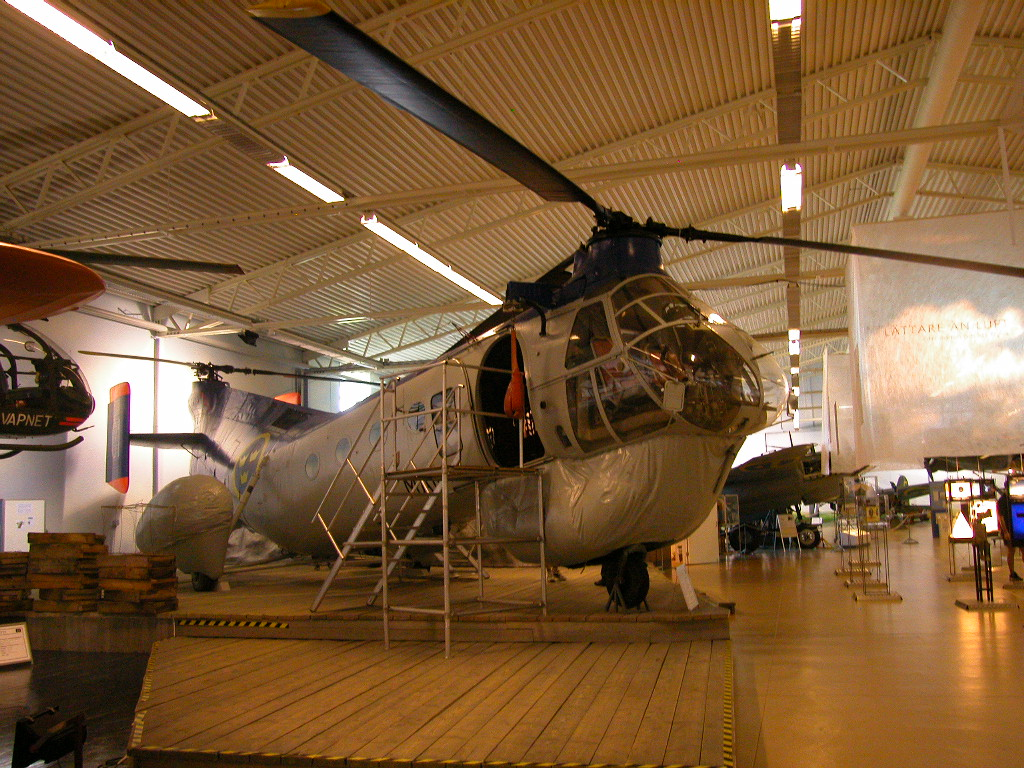
Helikopter 1 på Flygvapenmuseumet i Linköping.

## Användning i Svenska försvarsmakten - helikopter 1
I Sverige fick helikoptern den militära typbeteckningen helikopter 1 (hkp 1), men i folkmun kom den att kallas ”Bananen”. Flygsystemet avvecklades 1972 och två helikoptrar finns i dag bevarade vid Flygvapenmuseum (Linköping) samt vid Gotlands försvarsmuseum.
Hkp 1 byggde på två olika versioner av Vertol 44, som hade samma militära typbeteckning:

### Hkp 1 (Vertol 44A)
Marinen beställde sammanlagt nio Vertol 44A och de två första helikoptrarna (fennummer 01 och 02) anlände i mars 1958 till Torslanda flygplats i Göteborg, därefter levererades ytterligare sju hkp 1 (fennummer 03 till 09) fram till december 1960. Helikoptern baserades (inledningsvis) vid 1. helikopterdivision (Bromma) samt 2. helikopterdivision (Torslanda).
Den 5 februari 1960 havererade en hkp 1 från 1. helikopterdivision i samband med en nödlandningsövning på Skå flygfält utanför Stockholm och besättningen om tre man omkom. Detta var Försvarsmaktens första helikopterolycka med dödlig utgång. Totalt havererade tre hkp 1.
Helikoptern användes för en rad olika uppdrag; ubåtsjakt (sonar och fällning av sjunkbomber), minsvepning, sjöräddning samt trupptransport.

#### Helikopterindivider
| Tillv.nr | Mil reg.nr | I tjänst åren | Övrigt |
| -------- | ---------- | ------------- | ------ |
| 497      | 01001      | 1958–(1972)   |        |
| 498      | 01002      | 1958–(1972)   |        |
| 515      | 01003      | (1960)–(1972) |        |
| 516      | 01004      | (1960)–(1972) |        |
| 590      | 01005      | (1960)–(1972) |        |
| 591      | 01006      | (1960)–(1972) |        |
| 608      | 01007      | (1960)–(1972) |        |
| 609      | 01008      | (1960)–(1972) |        |
| 607      | 01009      | (1960)–(1972) |        |

### Hkp 1 (Vertol 44B)
I väntan på hkp 4 hyrde Flygvapnet i oktober 1962 in två Vertol 44B, Flygvapnet använde dock bara helikoptertypen i två år inom Marinen i juni 1964 köpte dessa båda helikopterindivider samt ytterligare tre begagnade Vertol 44B. Två helikoptrar (fennummer 10 och 11) levererades 1965, övriga tre helikoptrar skrotades och användes som reservdelar för att hålla Marinens återstående hkp 1 i luften. Hkp 1 inom Marinflyget kom att ersättas av hkp 4.
Vertol 44B skilde sig från ursprungsversionen genom större fönster på kroppens sidor, i övrigt var versionerna till det yttre lika.

#### Helikopterindivider
| Tillv.nr | Mil reg.nr | I tjänst åren | Övrigt |
| -------- | ---------- | ------------- | ------ |
| 528      | 01010      | 1965–1970     |        |
| 530      | 01011      | 1965–(1972)   |        |